# فرودگاه هاتروما
فرودگاه هاتروما (به انگلیسی: Hateruma Airport) یک فرودگاه همگانی با کد یاتا HTR است که یک باند فرود آسفالت بتن دارد و طول باند آن ۸۰۰ متر است. این فرودگاه در کشور ژاپن قرار دارد.

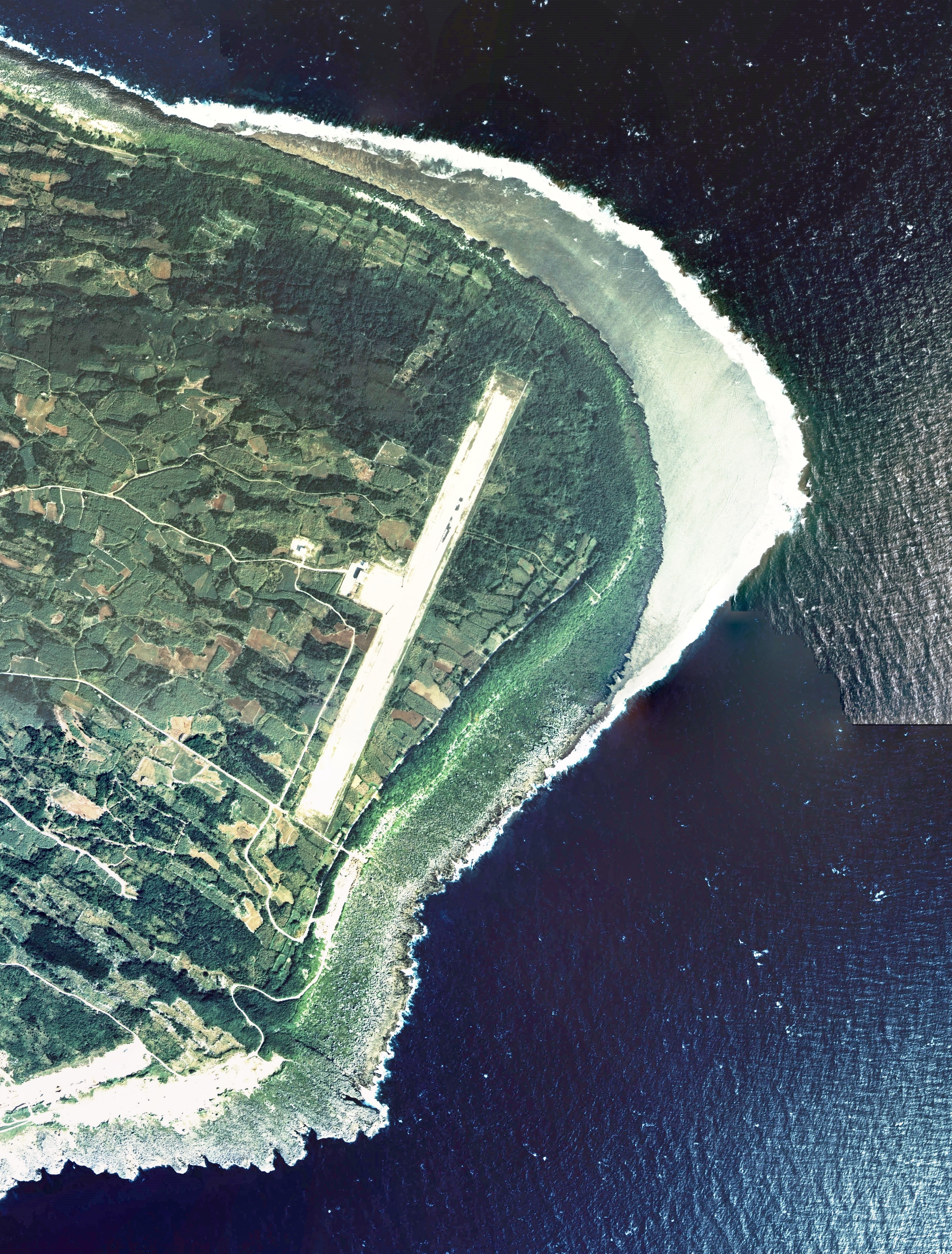
波照間空港付近の空中写真。
。1977年撮影の3枚を合成作成。

## نگارخانه

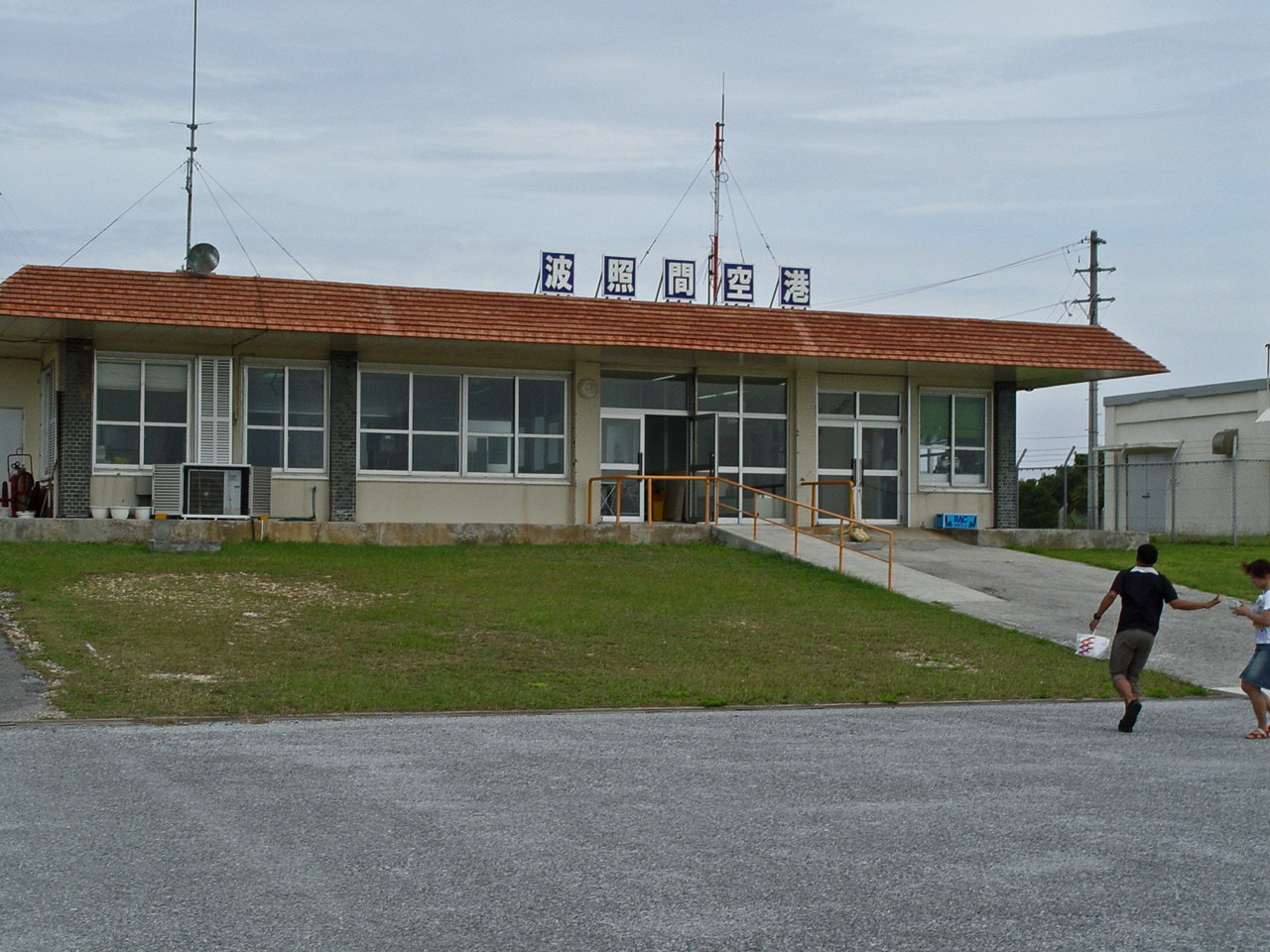
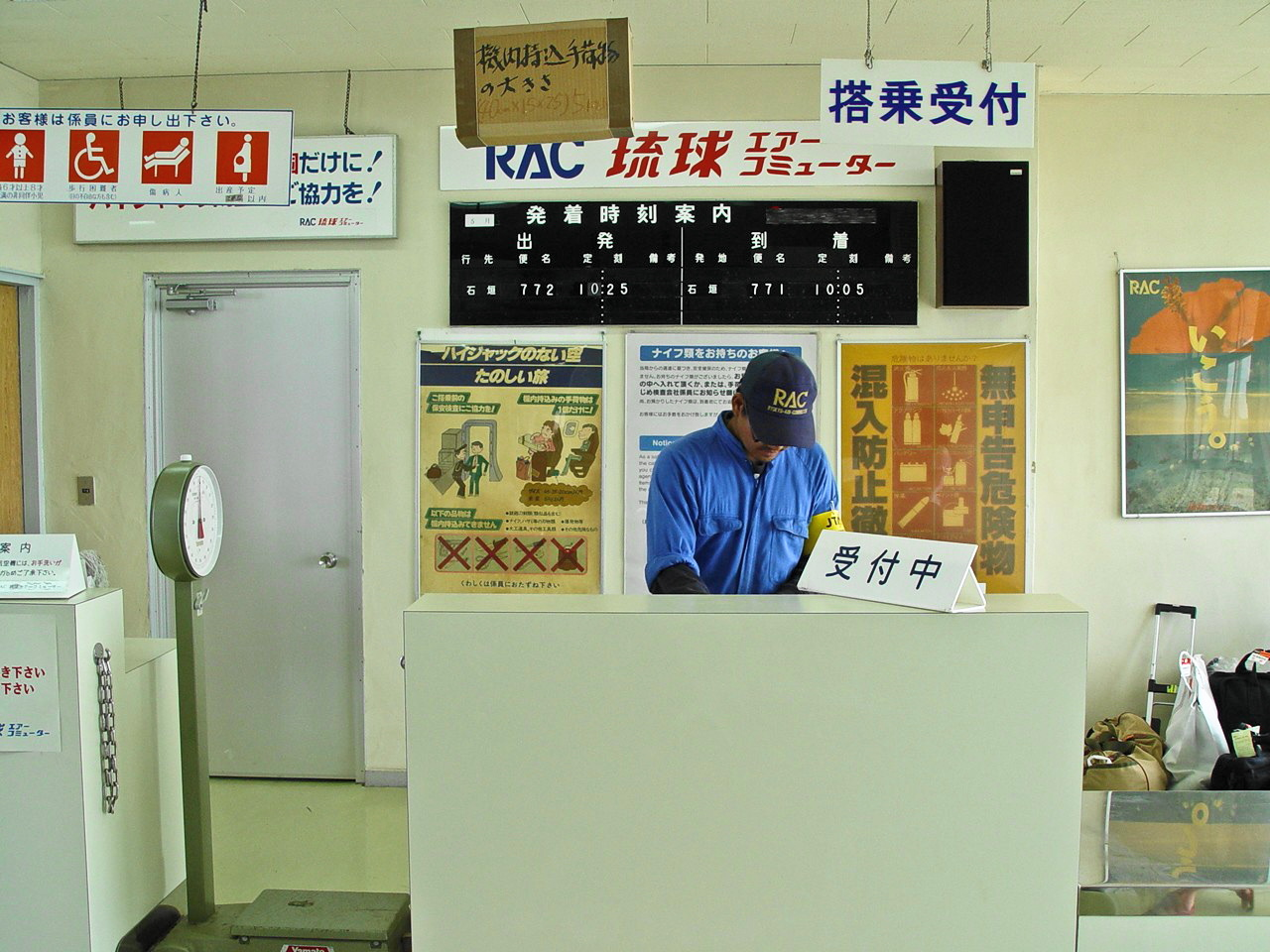